# Argo 16
Argo 16 era il codice identificativo radio di un velivolo Douglas C-47 Dakota in carico al 306º Gruppo del Reparto volo dello stato maggiore (RVSM, poi 31º Stormo) dell'Aeronautica Militare Italiana.

## La caduta
L'aereo precipitò nella zona industriale di Porto Marghera il 23 novembre 1973 poco dopo il decollo dall'aeroporto di Venezia-Tessera, causando la morte dei quattro membri dell'equipaggio, il colonnello Anano Borreo, il tenente colonnello Mario Grande, il maresciallo motorista Aldo Schiavone e il maresciallo marconista Francesco Bernardini. Il velivolo si schiantò sulla palazzina del Centro Elaborazione Dati del polo petrolchimico Montedison e rottami colpirono il parcheggio, il centro ricerche e gli uffici amministrativi della Montefibre, fortunatamente senza causare altre vittime.
Poco dopo essere salito sull'aereo e prima del decollo, al tenente colonnello del SID Giuseppe Cismondi giunse una comunicazione radio in cui si ordinò al velivolo di proseguire per la Base aerea NATO di Aviano. Lo stesso fu pertanto fatto scendere dall'aereo, che ripartì per Aviano, ma si schiantò sullo stabilimento Montefibre di Porto Marghera pochi minuti dopo il decollo.

## Impiego dell'aereo
Nell'audizione davanti alla Commissione parlamentare d'inchiesta sul terrorismo in Italia, l'ammiraglio Fulvio Martini dichiarò che il nome del velivolo era riferito mitologico gigante mitologico Argo, "che tutto vede", perché svolgeva missioni speciali per il SID ed il SIOS dell'Aeronautica ed effettuava ricognizioni elettroniche nel mare Adriatico per la identificazione delle emissioni radar della difesa aerea jugoslava.
Fonti giornalistiche affermano che l'aereo, registrato con il codice MM61832, fosse stato usato anche da Gladio per trasferire uomini alla base di addestramento denominata Centro Addestramento Guastatori di Capo Marrargiu, in Sardegna, e per trasportare le armi dei NASCO, i depositi segreti dei gladiatori.
L'aereo era stato inoltre utilizzato per riaccompagnare a Tripoli un gruppo di terroristi arabi bloccati il 5 settembre 1973 mentre, da un terrazzo di Ostia, si accingevano a lanciare un missile contro un jet delle linee aeree israeliane

### La tesi della ritorsione per illodo Moro
La liberazione degli arabi era avvenuta su richiesta dell'OLP di Yasser Arafat: in cambio, l'OLP si sarebbe impegnata a non porre più in atto condotte di terrorismo in territorio italiano, con un impegno assunto direttamente col ministro degli esteri italiano pro tempore, nell'ambito di quello che poi fu battezzato patto Moro o lodo Moro.
Secondo le informazioni elencate nell'interrogazione 4-01014 depositata al Senato il 20 gennaio 2009, l'esistenza di tale patto (e la sua vigenza per oltre un decennio) fu confermata da Bassam Abu Sharif (leader "storico" del Fronte Popolare per la Liberazione della Palestina), « [...] che ha seguito, tra gli anni settanta e ottanta, la "politica estera" dell'FPLP, i rapporti internazionali, compresi quelli con l'Italia»), dall'avvocato Giovanni Pellegrino (già presidente della commissione parlamentare d'inchiesta sul terrorismo in Italia e sulle cause della mancata individuazione di responsabili delle stragi), dal senatore Francesco Cossiga e dal giudice Rosario Priore (che fu istruttore dei procedimenti relativi al sequestro di Aldo Moro).
Benché sia un fatto che la politica estera italiana sotto la reggenza della Farnesina di Aldo Moro abbia seguito un indirizzo più filo-arabo, la tempistica della sostituzione del "lodo De Gasperi" con un "lodo Moro", nei rapporti con il mondo dell'intelligence mediorientale, non combacia pienamente con la vicenda della fine dell'aereo Argo 16. Poiché molte fonti collocano l'impegno assunto da Moro al dopo della strage di Fiumicino (1973), non sarebbe stato possibile reagire nel novembre in base a un patto che ancora non esisteva; pertanto, altre fonti sostengono che l'impegno sarebbe stato assunto prima (in reazione a una sequenza di altri episodi di terrorismo verificatisi sul territorio italiano), e che ciò che era successo dopo la strage del dicembre 1973 era soltanto la "stipula" formale del precedente accordo .

## Le cause dell'incidente
Nel 1999 la Corte d'assise del tribunale di Venezia sentenziò che la caduta dell'aereo deve essere imputata a un incidente, escludendo l'intervento del Mossad, ma ci sono altre teorie che cercano di spiegare le cause del disastro, senza per altro indicare alcun concreto elemento di prova.
Nel 1990, durante una puntata della trasmissione televisiva Telefono giallo dedicata al caso, il generale Geraldo Serravalle, capo di Gladio dal 1971 al 1974, dichiarò che, malgrado sia largamente diffusa l'opinione che l'aereo sia stato sabotato dai servizi segreti israeliani del Mossad, è probabile che l'esplosione sia attribuibile ai gladiatori che rifiutavano di consegnare le armi. Della stessa opinione è l'ex presidente della commissione stragi Giovanni Pellegrino, che ritiene che la spiegazione dell'incidente vada cercata nell'uso che Gladio faceva dell'aereo.
Nel 2000 Gianadelio Maletti ha dichiarato al giornalista de la Repubblica Daniele Mastrogiacomo che l'aereo stava facendo ritorno dalla Libia dove aveva appena lasciato i 5 palestinesi presi ad Ostia e che una "sosta infelice" a Malta aveva definitivamente confermato agli agenti dei servizi segreti israeliani quanto stava accadendo. Ha inoltre dichiarato di essere stato contattato dall'allora capo della stazione del servizi segreti israeliani a Roma, Asa Leven, prima dell'operazione e che questi, a conoscenza delle intenzioni del governo italiano, gli propose di collaborare per sequestrare i cinque ed estradarli a Gerusalemme ma "non se ne fa nulla" e "Argo 16 precipita".
Anche l'ex Presidente della Repubblica Francesco Cossiga ha rilasciato un'intervista pubblica in cui dichiara che l'abbattimento di Argo 16 fu dovuto ad una "vendetta dei servizi segreti israeliani".

### Il segreto di Stato
Nel 1988 le indagini del giudice Carlo Mastelloni furono ostacolate dall'opposizione del segreto di Stato.

## Il procedimento giudiziario
Nel marzo del 1997 il giudice istruttore Carlo Mastelloni, incriminò 22 ufficiali dell'Aeronautica con l'accusa di soppressione, falsificazione e sottrazione di atti concernenti la sicurezza dello Stato. A suo giudizio, infatti, «coloro che negli anni si sono occupati dell'inchiesta hanno sistematicamente occultato, falsato o distrutto ogni elemento che poteva portare sulla strada giusta». Tra coloro che furono accusati di strage Zvi Zamir, ex-capo del Mossad, e Asa Leven, ex-responsabile del Mossad in Italia.
Vennero infine rinviati a giudizio 9 tra ufficiali, funzionari e consulenti del SID e del SISMI. Il pubblico ministero Remo Smitti chiese la condanna a otto anni per Maletti, Viezzer e Lehmann, l'assoluzione per tutti gli altri e il proscioglimento per Zvi Zamir, ritenuto da Mastelloni il mandante del sabotaggio. Gli avvocati della difesa riuscirono però a smontare tutte le accuse e il 16 dicembre 1999 i giudici conclusero il processo stabilendo che l'aereo cadde per un'avaria o per un errore del pilota.